# Suite française d'après Claude Gervaise
La Suite Française est une suite d'orchestre pour instruments à vent, tambour et clavecin (ou harpe ad libitum) de Francis Poulenc. Composé dans un style néo-classique en 1935 pour une pièce d'Édouard Bourdet la Reine Margot, il s'inspire du recueil de danses le livre de danceries de Claude Gervaise.

## Structure
1. Bransle de Bourgogne
2. Pavane
3. Petite marche militaire
4. Complainte
5. Bransle de Champagne
6. Sicilienne
7. Carillon

- Durée d'exécution: quatorze minutes

## Source
- François-René Tranchefort, « Francis Poulenc », dans François-René Tranchefort (dir.), Guide de la musique symphonique, Paris, Fayard, coll. « Les Indispensables de la musique », 1996 (1re éd. 1986), 896 p. (ISBN 2-21301638-0), p. 585.